# Llista de topònims de Vilamulaca
Llista de topònims (noms propis de lloc) de Vilamulaca (Rosselló).
Informació actualitzada per un bot. Els canvis manuals es perdran quan s'actualitzi!

## curs d'aigua
| imatge | Nom                    | Ubicat a                      | instància de | Detalls                      | coordenades                                                            | Protecció | Commons (més fotos) | Dades a WD                    |
| ------ | ---------------------- | ----------------------------- | ------------ | ---------------------------- | ---------------------------------------------------------------------- | --------- | ------------------- | ----------------------------- |
|        | Còrrec de Coma d'Egues | Vilamulaca                    | curs d'aigua | Desemboca: Rard Llarg: 4.9km | 42° 36′ 15″ N, 2° 51′ 28″ E / 42.604136788049175°N,2.857762060684931°E |           |                     | Modifica les dades a Wikidata |
|        | Còrrec de les Calçades | Sant Joan la Cella Vilamulaca | curs d'aigua |                              | 42° 34′ 49″ N, 2° 52′ 13″ E / 42.580326°N,2.870412°E                   |           |                     | Modifica les dades a Wikidata |
|        | Ribera de Paçà         | Paçà Vilamulaca               | curs d'aigua | Desemboca: Rard              | 42° 35′ 41″ N, 2° 50′ 36″ E / 42.594588°N,2.843288°E                   |           |                     | Modifica les dades a Wikidata |

## viaducte d'una línia ferroviària d'alta velocitat
| imatge | Nom                 | Ubicat a            | instància de                                                     | Detalls                                                                              | coordenades                                                             | Protecció | Commons (més fotos) | Dades a WD                    |
| ------ | ------------------- | ------------------- | ---------------------------------------------------------------- | ------------------------------------------------------------------------------------ | ----------------------------------------------------------------------- | --------- | ------------------- | ----------------------------- |
|        | viaducte del Rard   | Trullars Vilamulaca | viaducte d'una línia ferroviària d'alta velocitat                | Travessa: Rard Hi passa: LAV Perpinyà-Figueres Llarg: 180m Anomenat per: Rard        | 42° 35′ 58″ N, 2° 50′ 52″ E / 42.599309013850714°N,2.8477065903737344°E |           |                     | Modifica les dades a Wikidata |
|        | viaducte sobre l'A9 | Vilamulaca          | viaducte d'una línia ferroviària d'alta velocitat pont de bigues | Travessa: A9 Còrrec de Coma d'Egues Hi passa: LAV Perpinyà-Figueres Anomenat per: A9 | 42° 35′ 27″ N, 2° 50′ 58″ E / 42.59085852591236°N,2.849410982509597°E   |           |                     | Modifica les dades a Wikidata |

## Misc
| imatge | Nom                                        | Ubicat a   | instància de                          | Detalls                                                      | coordenades | Protecció | Commons (més fotos)                                     | Dades a WD                    |
| ------ | ------------------------------------------ | ---------- | ------------------------------------- | ------------------------------------------------------------ | --- | --------- | ------------------------------------------------------- | ----------------------------- |
|        | Sant Julià i Santa Basilissa de Vilamulaca | Vilamulaca | església Ús: església                 | Estil: arquitectura romànica Anomenat per: Julià i Basilissa | 42° 35′ 18″ N, 2° 50′ 18″ E / 42.5884°N,2.83821°E Catalunya del Nord 91.7 msnm                                   |           | Église Saint-Julien-et-Sainte-Basilisse de Villemolaque | Modifica les dades a Wikidata |
|        | Sant Miquel de Candell                     | Vilamulaca | monestir                              |                                                              | 42° 35′ 58″ N, 2° 50′ 58″ E / 42.599333333333°N,2.8495555555556°E                                                |           |                                                         | Modifica les dades a Wikidata |
|        | casa de la vila de Vilamulaca              | Vilamulaca | instal·lació Ús: seu del govern local |                                                              | 42° 35′ 17″ N, 2° 50′ 22″ E / 42.5880517450934°N,2.83930692272707°E fr:1 PL DE LA REPUBLIQUE, 66300 VILLEMOLAQUE |           | Town hall of Villemolaque                               | Modifica les dades a Wikidata |
|        | mas Sabola                                 | Vilamulaca | localitat                             |                                                              | 42° 36′ 27″ N, 2° 51′ 37″ E / 42.60757778°N,2.86040278°E                                                         |           |                                                         | Modifica les dades a Wikidata |